# Implom József
Implom József  (Gyula, 1899. szeptember 23. – Gyula, 1979. augusztus 24.) tanár, nyelvész, helytörténész, iskolaigazgató, múzeum- és könyvtárigazgató.

## Életrajza
Elemi iskoláját a Gyulai Római Katolikus Népiskola Józsefvárosi Fiúiskolájában végezte el. 1909-1917 között a helyi főgimnáziumban tanult tovább. 1917. március 1-jén előrehozott érettségi vizsgát tett, s kitűnő minősítést kapott.
Az I. világháború már javában dúlt, amikor behívták katonának. Először Bukovinában, majd az olasz fronton teljesített szolgálatot. 1918-ban fogságba esett, de számára annyiban előnyt jelentett, hogy megtanult olaszul. Emellett már tudott németül, latinul és görögül.
1920-ban hazatérése után, a budapesti Pázmány Péter Tudományegyetem magyar-német szakos hallgatója lett. 1923-ban középiskolai tanári végzettséget szerzett, majd hazatért Gyulára, s itt a polgári fiúiskola tanára volt.
1925-ben kötött házasságot Balogh Irén tanítónővel.
Tanári működése mellett folyamatosan publikált különböző, helyi vonatkozású történeti, nyelvészeti, irodalmi és néprajzi témákban. Ennek egyenes következménye volt, hogy 1928-1950 májusa között tanári tevékenysége mellett elvállalta a Városi Múzeum vezetését. Igazgatóként először a múzeumra vonatkozó levéltári anyagot rendezte és rendszerezte, majd a múzeumi anyagok leltárát készítette el, kiállítást szervezett, több cikkben népszerűsítette az intézményt.
Az 1930-as években a régészeti ásatásokon vett részt Gyulán és környékén, melyeket publikált is. 1932-ben Hóman Bálint, a Magyar Nemzeti Múzeum igazgatója mellett dolgozott.
A II. világháború végén – 1944 nyarán – behívták katonának. Orosz hadifogságba esett, két évig volt hadifogoly.
1947. augusztus 1-jétől – a második hadifogságból hazatérve – újra átvette a Városi Múzeum és Könyvtár vezetését, s tovább tanított a polgári fiúiskolában, s ellátta a szakfelügyelői feladatokat is. 1948-1963. között az államosított volt Községi Polgári Fiúiskola igazgatója lett. (Ez az iskola ma Implom József nevet használja.)
1963-ban nyugdíjba vonult. Az 1960-as, 1970-es években rendszerezte, kiegészítette és sajtó alá rendezte korábbi helytörténeti, néprajzi, nyelvészeti kutatásainak eredményeit.
1979. augusztus 24-én halt meg.

## Emlékezete
- Nevét viseli a gyulai Implom József Általános Iskola.
- Az ő emlékére hozták létre az Implom József Középiskolai Helyesírási Versenyt.

## Művei
- Implom József: A gyulai múzeum és könyvtár hetven éve. (Gyulai Dolgozatok I., Gyula, 1938.)
- Gyulai Dolgozatok kiadványsorozatot Szerk. Implom József (1940-1944)
- Implom József, A gyulai múzeum és könyvtár 70 éve, Gyulai Dolgozatok, I. kötet, Szerk.: Implom József, Gyula, 1940. 68.